# Ermita de Nuestra Señora de Azitain

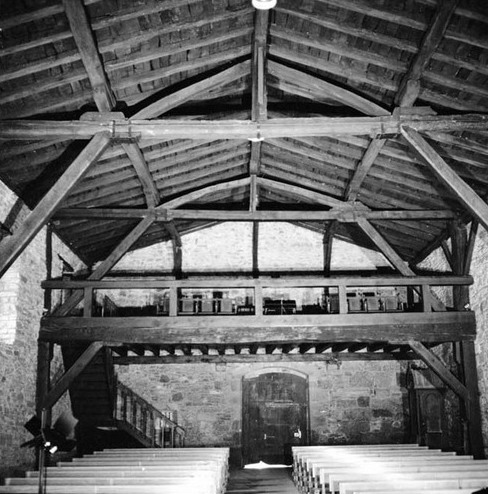
Interior

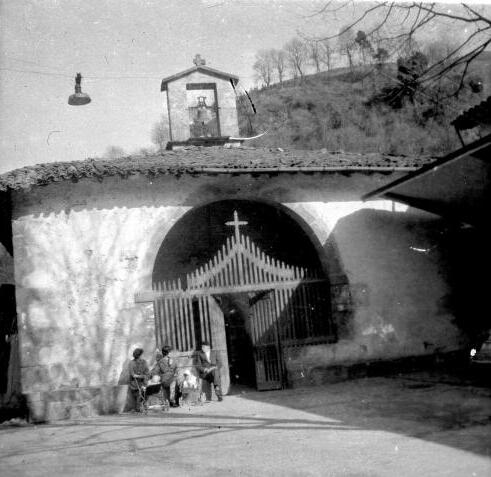
Fachada

La ermita de Nuestra Señora de Azitain, situada en la localidad guipuzcoana de Éibar en el País Vasco (España), en el barrio del mismo nombre, es un templo de culto católico que actualmente tiene funciones parroquiales. En ella se halla una de las pocas imágenes imberbes que existen de Cristo. Declarada de Bien de Interés Cultural el 14 de octubre de 1997.

## Historia
Citada ya en 1556 como Nuestra Señora del Palacio y en 1571 con el nombre actual de Nuestra Señora de Açitayn. Tiene un pórtico de 1764 realizado mediante un arco de medio punto. Se restauró entre 1989 y 1991, diez años antes habían sido retirados algunos retablos que se suponen carecían de valor. 
Entre la muy interesante imaginería que guarda, destaca un Cristo crucificado imberbe, barroco del siglo XVII a tamaño natural y una interesante Virgen con Niño, posiblemente del siglo XVII.
Durante la Guerra de Convención (1794) y a fin de salvar los tesoros de la ermita de las tropas francesas se pensó en trasladar las piezas a lugar más seguro. Al pasar por Vergara fueron confiscadas por los franceses. 
En 1963, la ermita fue declarada parroquia debido al crecimiento de la población de la zona. Ese mismo año se hizo una reforma integral del tejado debido al deterioro de los años. Los trabajos de reformas fueron realizados por el arquitecto Javier Sánchez Carril y supervisados por el sacerdote, historiador y etnógrafo Manuel Lekuona.
En 2010 se recuperó la imagen de San Juan Bautista gracias al trabajo del escultor ecuatoriano Jorge Villalba.
En la antigüedad ya se hallaba aquí un altar dedicado a este santo. En estos escritos se lee:

...el día de San Juan era necesario que, cada año, se tenía que decir una misa cantada en la ermita de Nuestra Señora de Azitain, en el altar de este santo

## Leyenda
Cuenta la leyenda que en un principio se decidió construir la iglesia dedicada a la Virgen de Arrate en donde se encuentra la Ermita de Azitain ya que el barrio de Arrate estaba en lo alto de un monte. La Virgen en forma de ángel cogió todos los utensilios y los subió a la alto del monte.